# ۷۲۹ (میلادی)
۷۲۹ (میلادی) هفتصد و بیست و نهمین سال تقویم میلادی است.

## درگذشتگان
‎